# Mariensztat

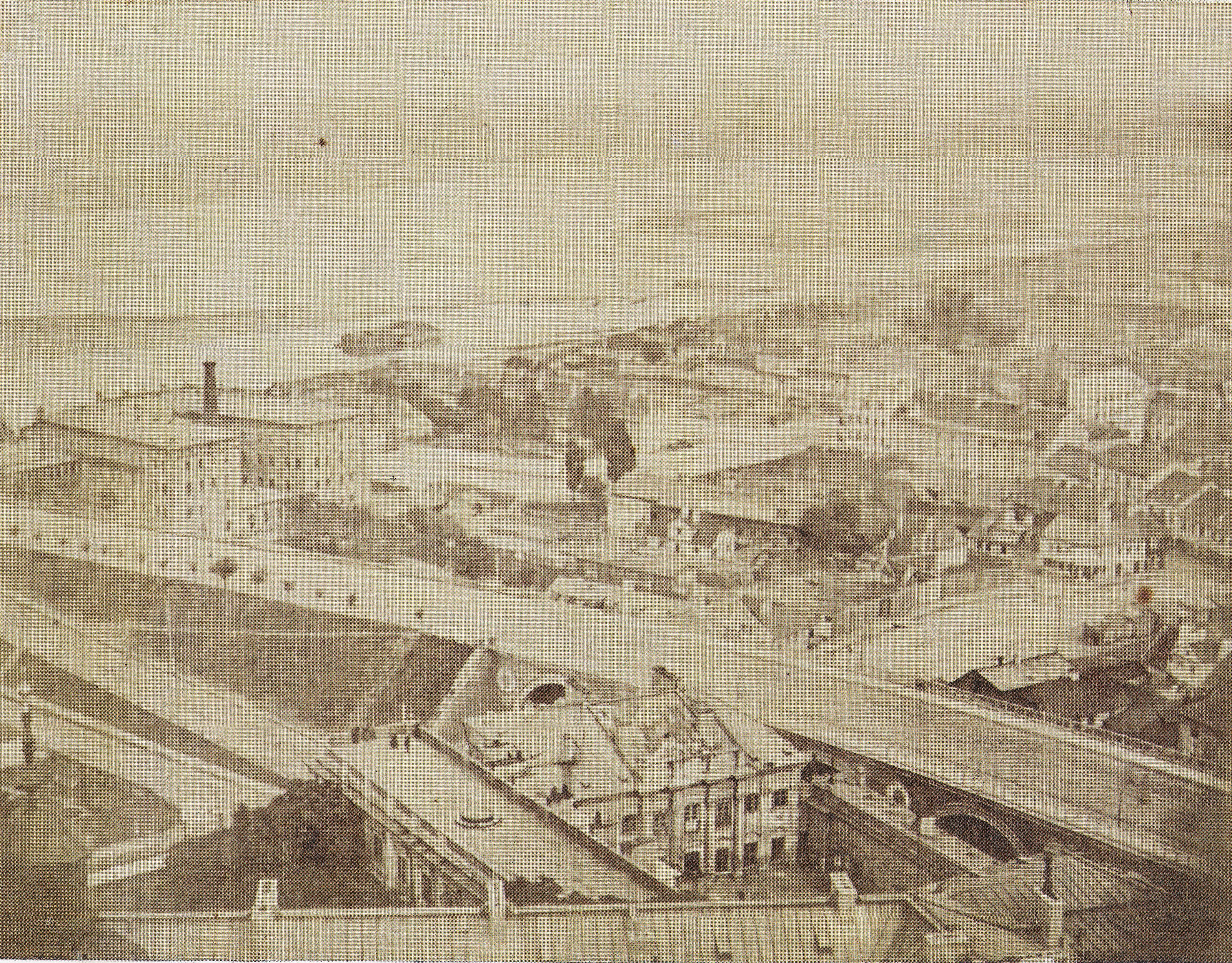
Teren dawnej jurydyki Mariensztat w 1873 roku

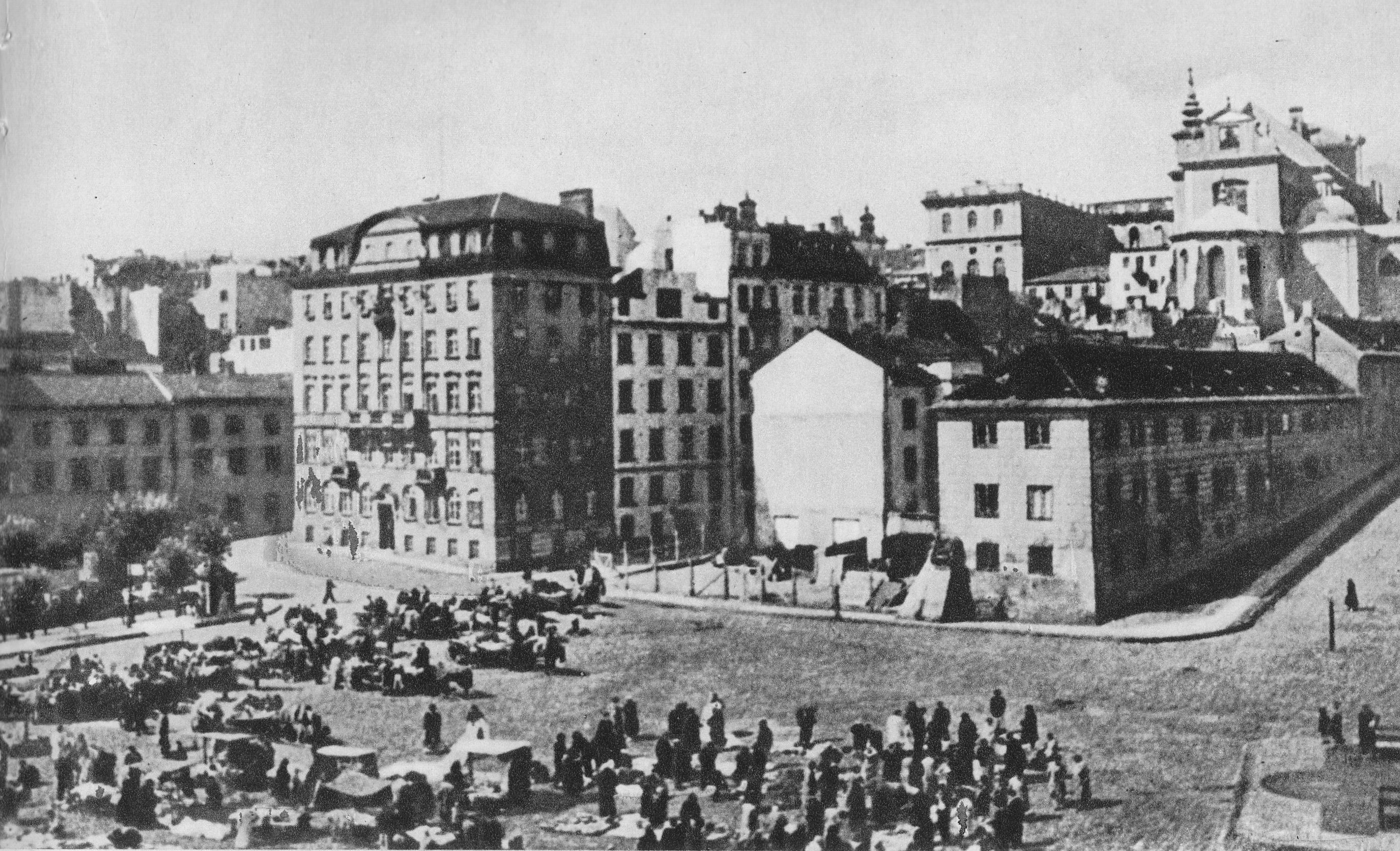
Plac targowy na Mariensztacie przed 1939 rokiem, po prawej widoczny kościół św. Anny

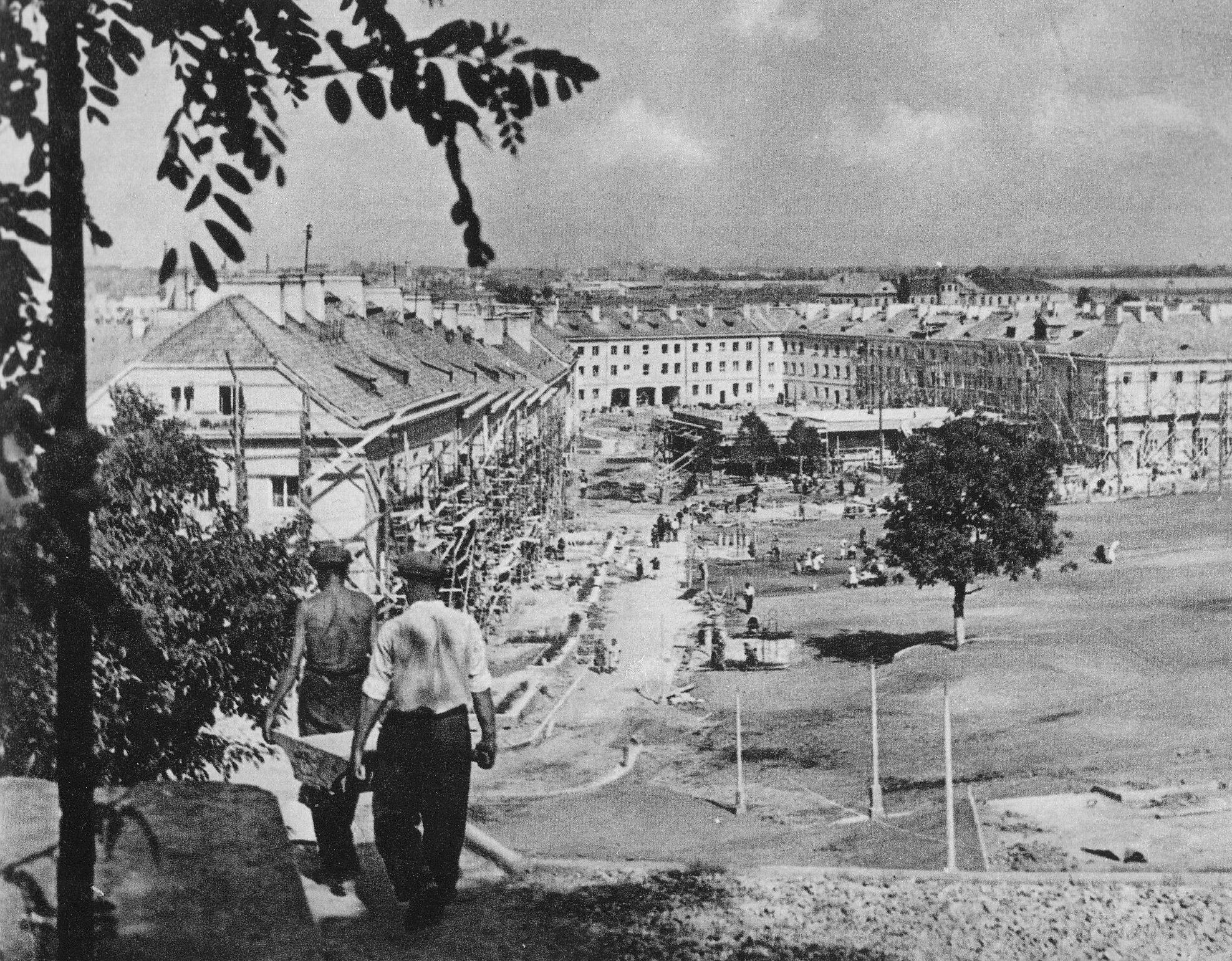
Budowa osiedla Mariensztat w 1949 roku

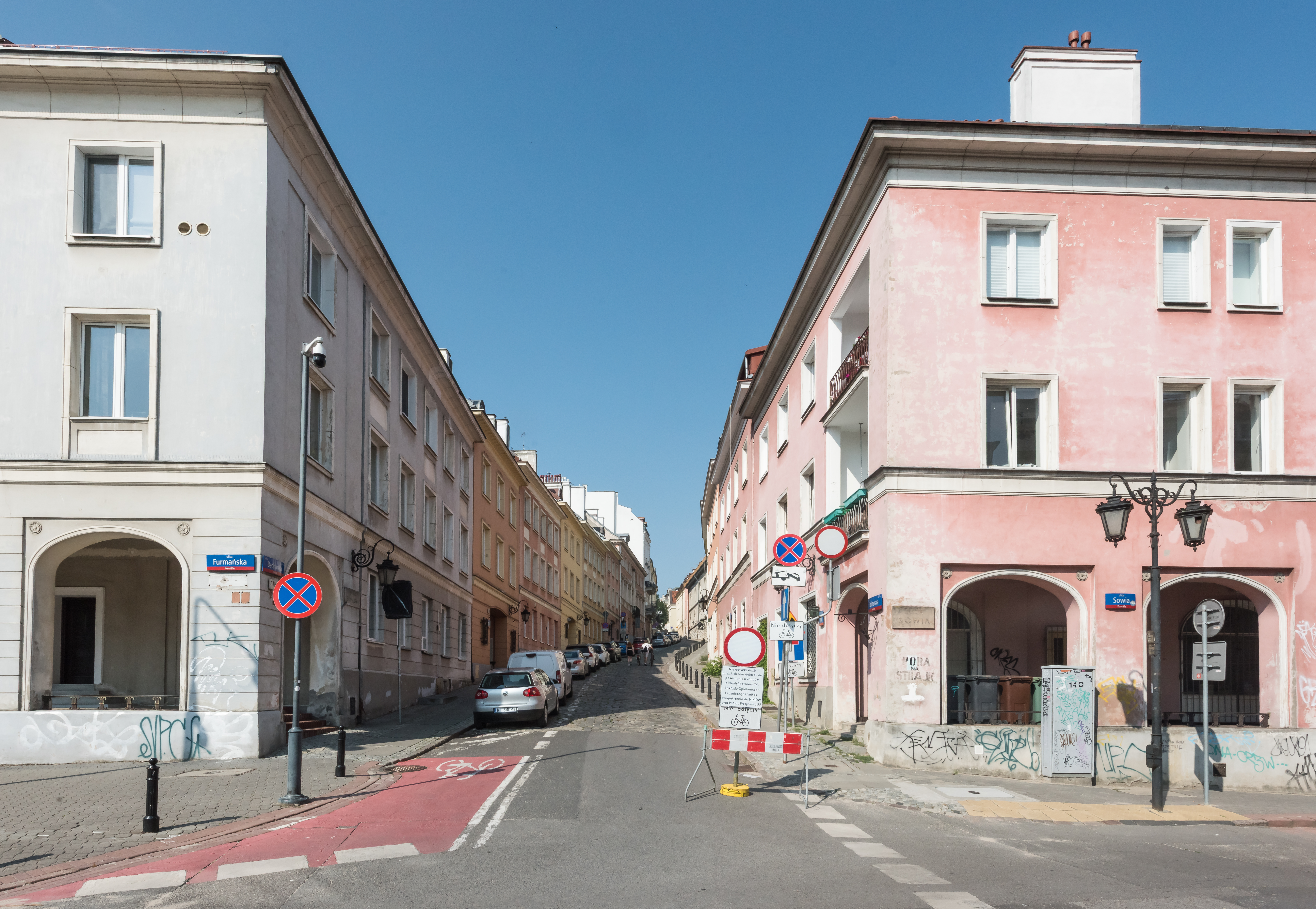
Ulica Bednarska przy ulicach Furmańskiej i Sowiej (2025)

Mariensztat– część warszawskiej dzielnicy Śródmieście.

## Opis
Jest to dawny teren pozalewowy u podnóża skarpy wiślanej, którego zagospodarowanie umożliwiło przesunięcie się w drugiej połowie XVIII wieku o ok. 150 metrów na wschód koryta Wisły. W 1762 jego właściciele Eustachy i Maria Potoccy za zgodą króla Augusta III Sasa utworzyli tam jurydykę Mariensztat. Nazwa, od imienia właścicielki, pochodzi z języka niemieckiego (Marienstadt, pol. miasto Marii). Taką samą nazwę nosiła główna ulica jurydyki.
W 1844 część budynków dawnej jurydyki zburzono w związku z budową wiaduktu Pancera.
W latach 1861–1863 przy ul. Bednarskiej powstały zakłady drukarskie Samuela Orgelbranda. Przedsiębiorstwo było uznawane za największy i najnowocześniejszy zakład tej branży w Królestwie Polskim.
Ukształtowany ok. 1865 plac na Mariensztacie stał się głównym miejscem targowym na Powiślu. W 1913 przeniesiono tam również stragany z likwidowanego targowiska na Rynku Starego Miasta. Na początku XX wieku wybudowano przy nim kilka wysokich kamienic. W latach 1910–1911 na rogu ulic Garbarskiej i Nowego Zjazdu wzniesiono dziewięciokondygnacyjną kamienicę Matiasa Taubenhausa, ówcześnie najwyższą w Warszawie, połączoną z nasypem wiaduktu Pancera pomostem na wysokości trzeciego piętra.
Przed II wojną światową ta część miasta była bardzo zaniedbana i zamieszkiwała ją uboga ludność. Zabudowa została w znacznym stopniu zniszczona przez Niemców podczas powstania warszawskiego.
W latach 1948–1949 w miejscu zniszczonej w większości zabudowy, w związku z budową Trasy W–Z i mostu Śląsko-Dąbrowskiego, wzniesiono osiedle mieszkaniowe według projektu Zygmunta Stępińskiego. Urbanistycznie i architektonicznie nawiązuje ono w luźny sposób do polskiej małomiasteczkowej zabudowy z XVIII wieku. Do jego budowy użyto częściowo cegły rozbiórkowej. Początkowo miało ono objąć teren przy ul. Mariensztat do ul. Dobrej, jednak później rozszerzono go także o ul. Bednarską. Centrum osiedla stanowił prostokątny plac, rynek Mariensztacki, otoczony z trzech stron dwupiętrowymi budynkami stylizowanymi na kamieniczki i krytymi dachówką, a od czwartej (od północy) otwarty na Trasę W–Z. Na placu zbudowano fontannę z rzeźbami chłopców dłuta Jerzego Jarnuszkiewicza.
W czasie budowy osiedla zmieniono dawną siatkę ulic. Rozebrano wysokie kamienice znajdujące się przy wiadukcie Pancera. Zlikwidowano także wszystkie pozostałości dawnej zabudowy na skarpie powyżej zachodniej pierzei rynku, odsłaniając widok na kościół św. Anny. Plac zmienił kształt z trapezowatego na prostokątny, a jego powierzchnia zmniejszyła się od strony północnej z uwagi na nasyp mostu Śląsko-Dąbrowskiego i biegnącą obok niego ulicę Nowy Zjazd.
Osiedle było miejscem współzawodnictwa pracy. Dom przy ul. Mariensztat 19 róg ul. Sowiej wybudowano w stanie surowym, od wylania fundamentów do pokrycia dachówką, w ciągu 19 dni, pracując na trzy zmiany. Przy budowie osiedla pracował m.in. Michał Krajewski, twórca tzw. trójek murarskich.
Program funkcjonalny osiedla uzupełniły dom towarowy (przekazany później szkole muzycznej) oraz przedszkole i szkoła. Handlowe tradycje Mariensztatu upamiętniono socrealistyczną rzeźbą przekupki z kurą dłuta Barbary Zbrożyny. Autorem rzeźb i płaskorzeźb na budynku przedszkola przy ul. Sowiej 4 był Jerzy Jarnuszkiewicz, a kolorowy zegar oraz sgraffito na elewacjach domów wykonali Zofia Czarnecka-Kowalska i Jan Sokołowski. Tablicę z napisem Tu u stóp pałacu Kazanowskich walczył z małpami pan Zagłoba umieszczoną na murze oporowym pałacu zaprojektowała i wykonała Józefa Wnukowa. Na rynku zbudowano fontannę, ustawiono ławki i stylowe latarnie.
Ogółem na osiedlu Mariensztat powstały 53 domy mieszkalne (w tym 29 domów przy ul. Bednarskiej). Osiedle zostało oddane do użytku wraz z Trasą W–Z 22 lipca 1949. Było to pierwsze warszawskie osiedle mieszkaniowe zbudowane po II wojnie światowej. Otrzymanie tam przydziału mieszkania stanowiło duże wyróżnienie. Na osiedlu zamieszkali m.in. przodownicy pracy i zasłużeni budowniczowie Trasy. Na ścianie budynku przy ul. Mariensztat 15 umieszczono tablicę upamiętniającą budowę osiedla.
W latach 50. rynek Mariensztacki był miejscem zabaw i koncertów. W latach 70. na Mariensztacie zaczęto organizować Jarmark Perski, który później został przeniesiony na teren Spójni Warszawa, a następnie na Wolumen.
W 1999 upamiętniono 50-lecie osiedla Mariensztat odsłaniając tablicę na budynku przy ul. Mariensztat 19. W 2009 układ urbanistyczny kolonii mieszkaniowej Mariensztat został wpisany do rejestru zabytków (nr rej. A-872). W 2010 skwerowi znajdującemu się w rejonie ulic Mariensztat i Sowiej nadano nazwę skwer Samuela Orgelbranda.

## W kulturze masowej
- Na Mariensztacie toczy się akcja filmu Przygoda na Mariensztacie (1953)[33][34].
- Powojenny Mariensztat upamiętania piosenka Ireny Santor Małe mieszkanko na Mariensztacie[35].

## Galeria

Ulica Mariensztat przed 1939
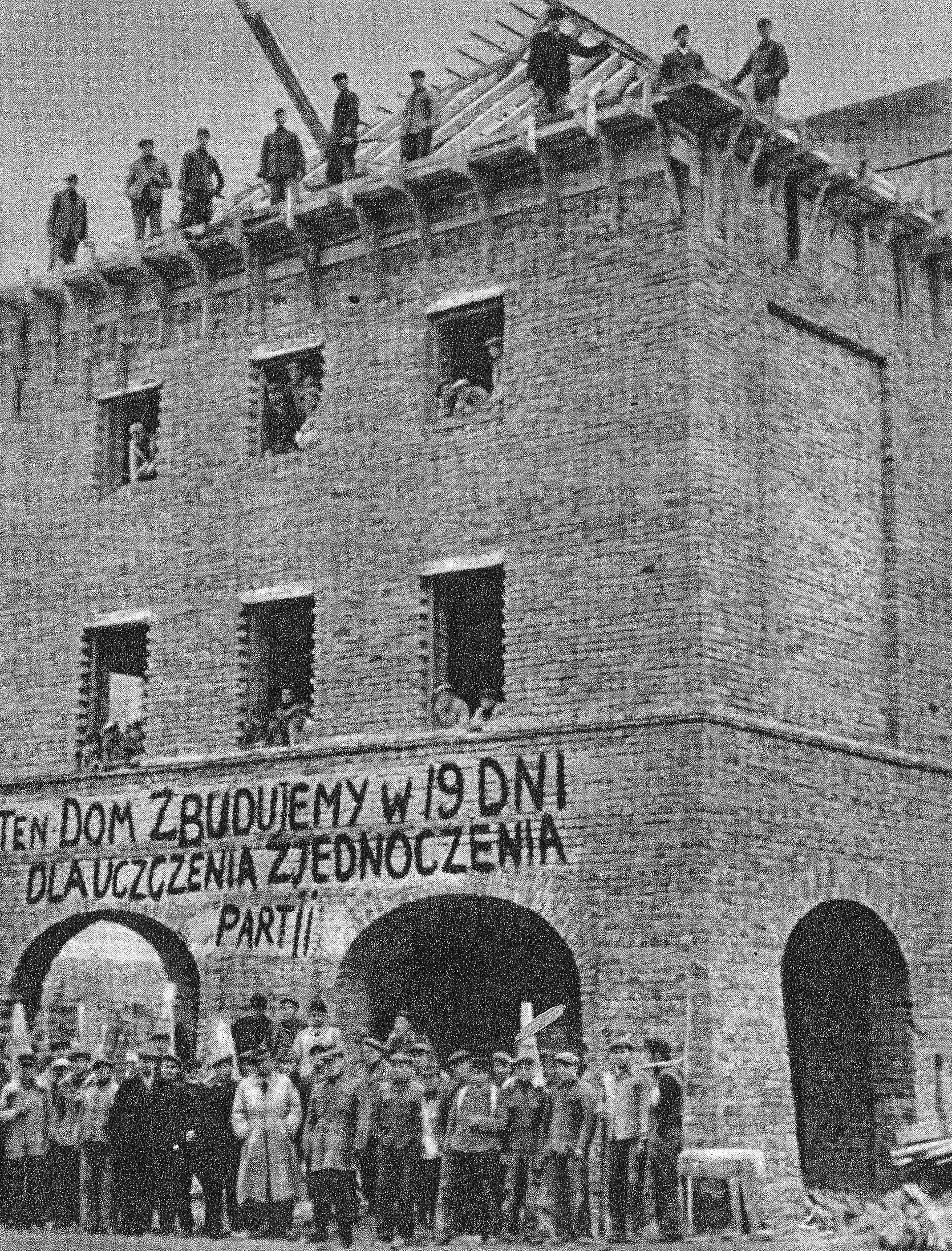
Dom przy ul. Mariensztat 19 wzniesiony w ciągu 19 dni
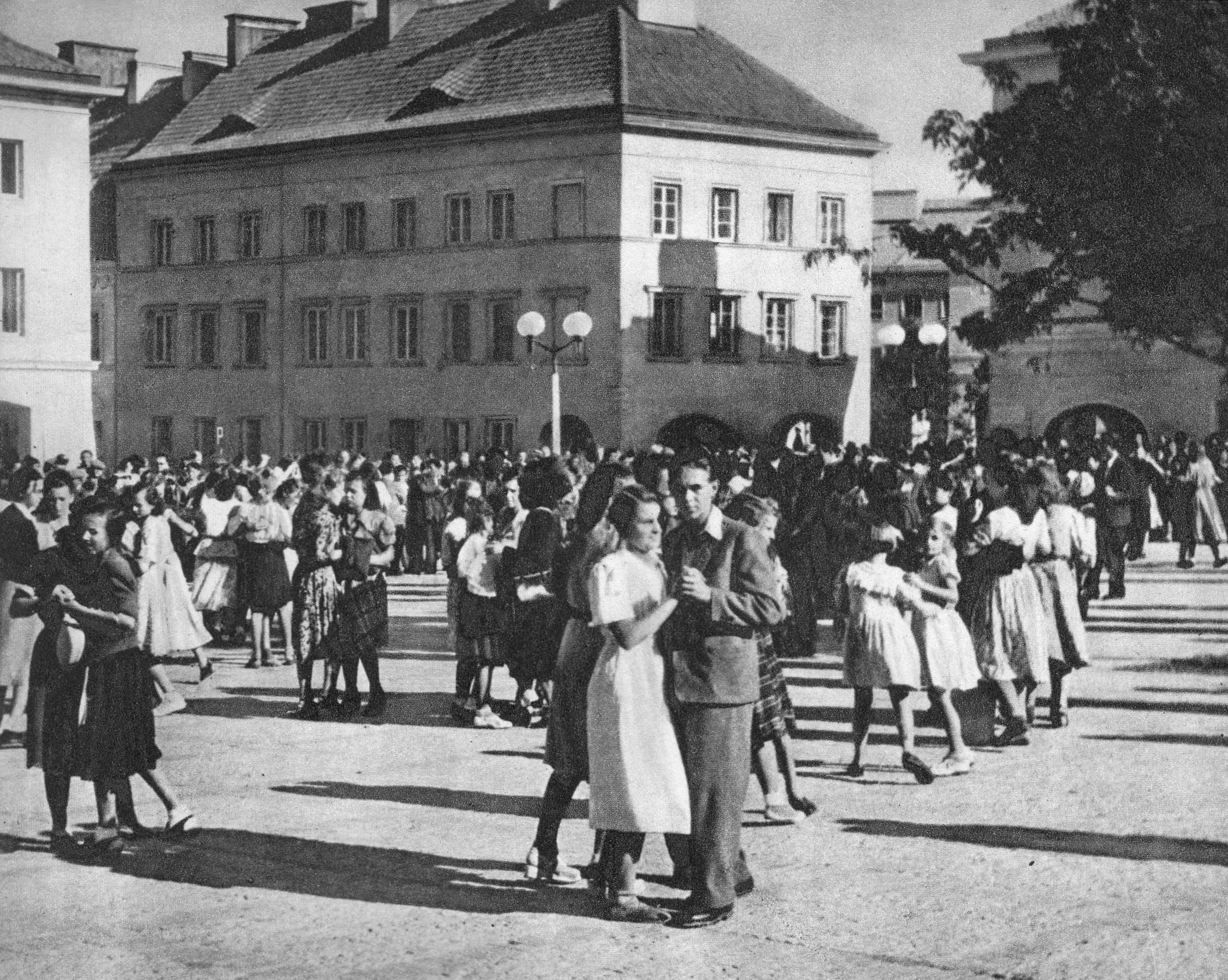
Zabawa na rynku Mariensztackim (1949)
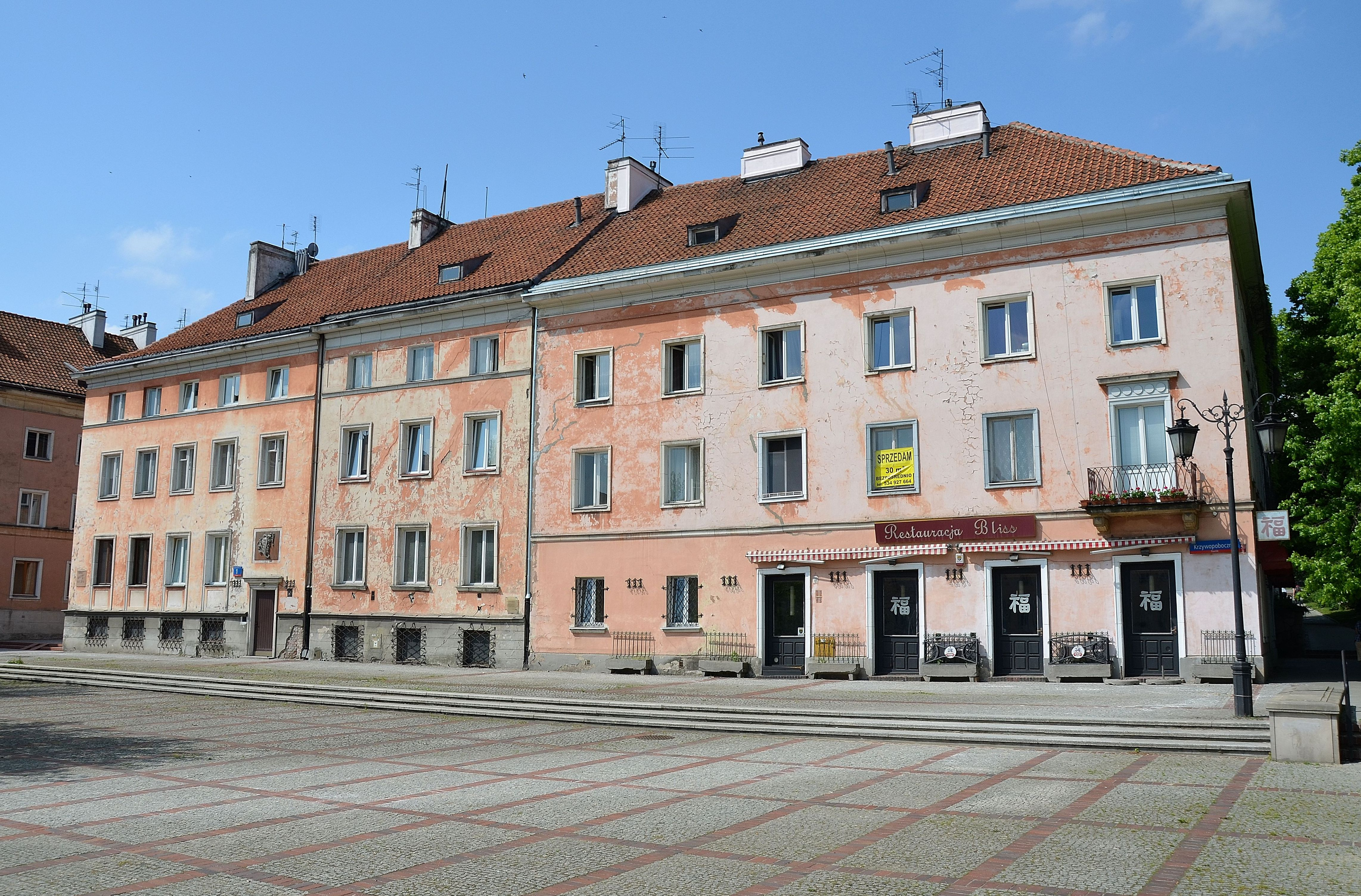
Typowa zabudowa osiedla – budynki stylizowane na kamieniczki
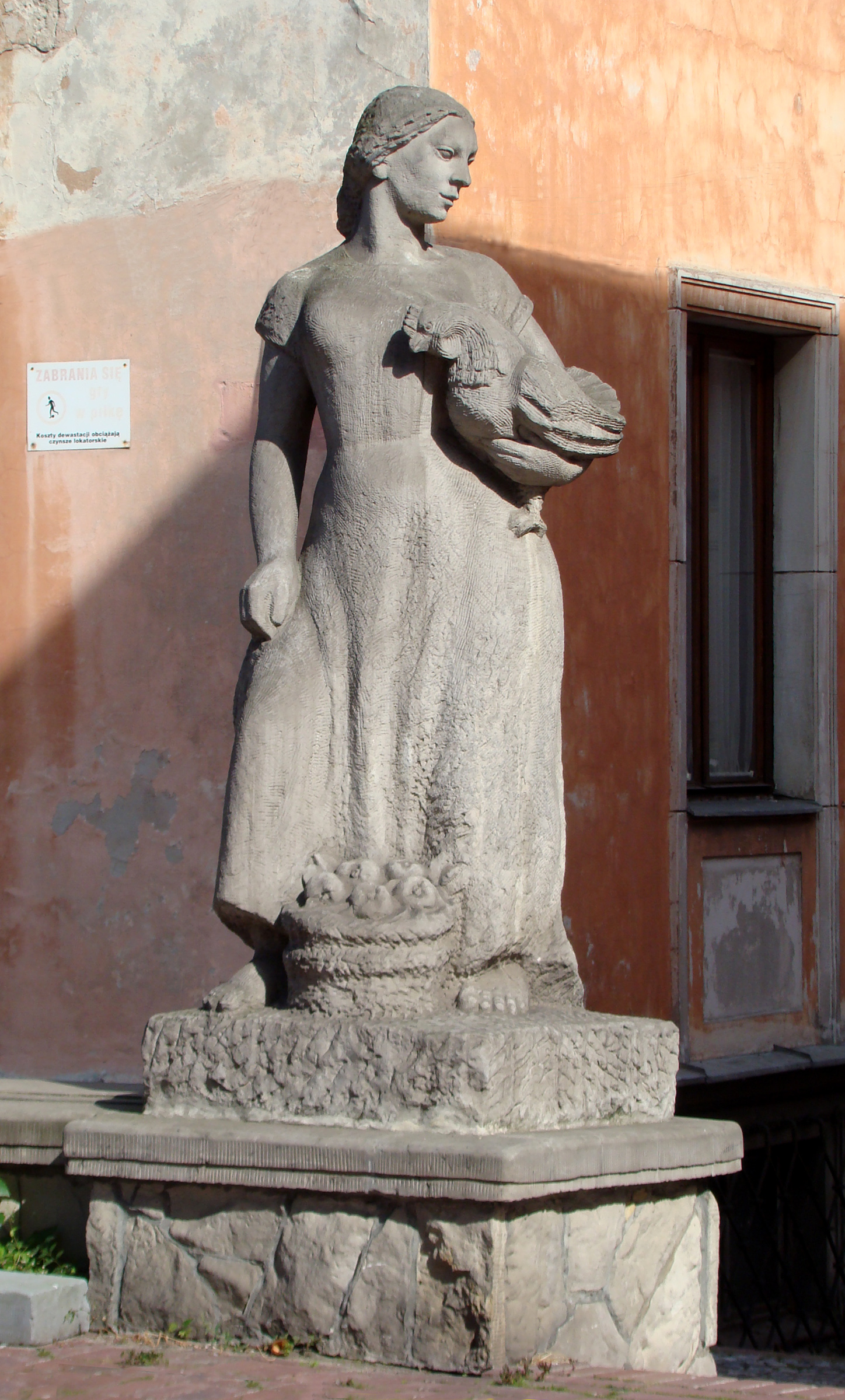
Przekupka dłuta Barbary Zbrożyny